# XXVII століття до н. е.

## Події
- заснування в Стародавньому Єгипті фараоном Санахтом Третьої династії.

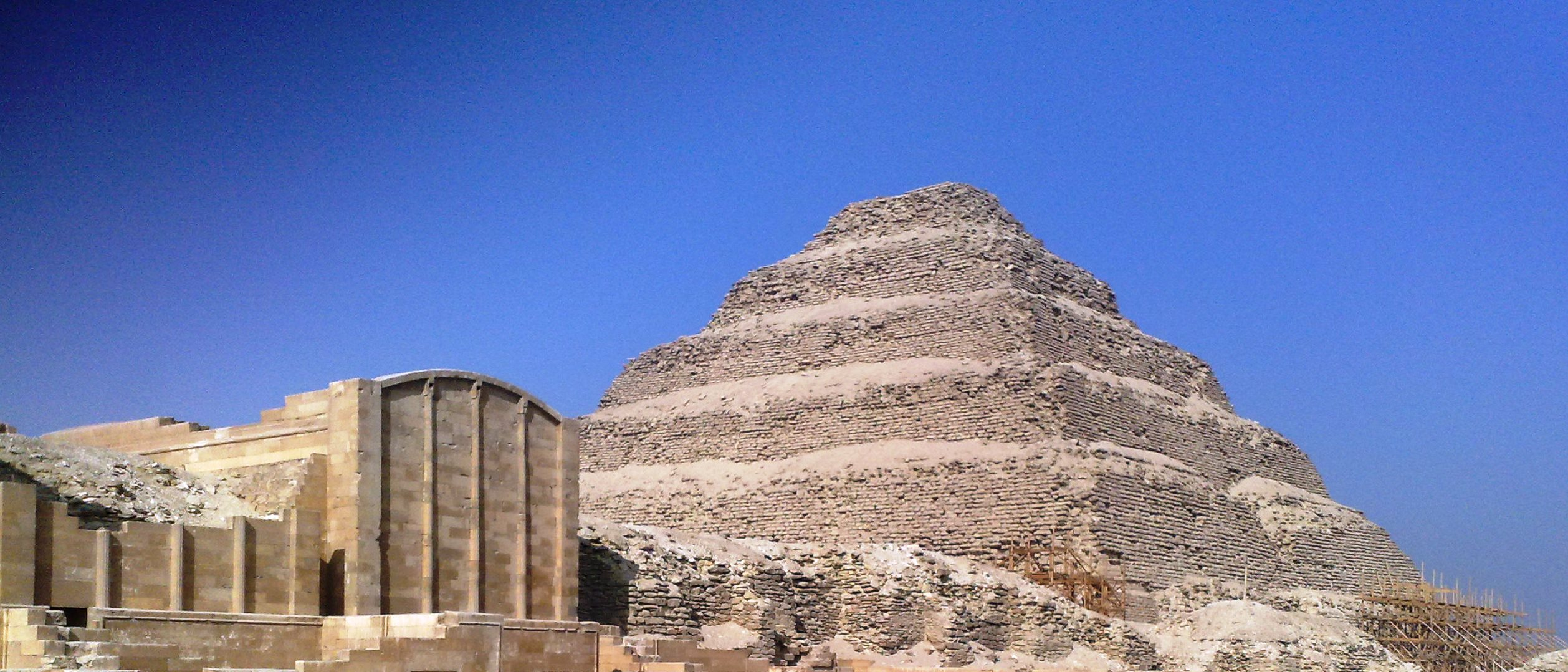
Піраміда Джосера

- Піраміда Джосеразбудовано першу піраміду в Єгипті (Піраміда Джосера).